# Heterolocha epicyrta
Heterolocha epicyrta är en fjärilsart som beskrevs av Fletcher 1961. Heterolocha epicyrta ingår i släktet Heterolocha och familjen mätare. Inga underarter finns listade i Catalogue of Life.